# Goniothalamus viridiflora
Goniothalamus viridiflora este o specie de plante din genul Goniothalamus, familia Annonaceae, descrisă de Carl Karl Adolf Georg Lauterbach și Karl Moritz Schumann. Conform Catalogue of Life specia Goniothalamus viridiflora nu are subspecii cunoscute.